# Stronger Than Pride
Stronger Than Pride es el tercer álbum de estudio de la banda inglesa Sade. Fue lanzado en el Reino Unido el 14 de mayo de 1988 y en los Estados Unidos el 4 de junio de 1988 por Epic Records.

## Lista de canciones
1. "Love Is Stronger Than Pride" (Sade Adu, Andrew Hale, Stuart Matthewman) – 4:16
2. "Paradise" (Adu, Hale, Matthewman, Paul S. Denman) – 4:01
3. "Nothing Can Come Between Us" (Adu, Matthewman, Hale) – 4:21
4. "Haunt Me" (Adu, Matthewman) – 5:48
5. "Turn My Back on You" (Adu, Hale, Matthewman) – 6:05
6. "Keep Looking" (Adu, Hale) – 5:20
7. "Clean Heart" (Adu, Matthewman, Hale) – 3:59
8. "Give It Up" (Adu, Matthewman, Hale) – 3:49
9. "I Never Thought I'd See the Day" (Adu, Leroy Osbourne) – 4:12
10. "Siempre Hay Esperanza" (Matthewman, Adu, Osbourne) – 5:16

## Personal
- Sade Adu – voz
- Andrew Hale – teclado
- Stuart Matthewman – guitarra, saxofón
- Paul S. Denman – bajo
- Sade – productores, arreglistas
- Olivier de Bosson – asistente de ingeniería
- Tom Coyne – remasterización
- Martin Ditcham – batería, percusión
- Gordon Hunte – guitarra
- Nick Ingman – arreglos de cuerda
- Alain Lubrano – asistente de ingeniería
- Vince McCartney – asistente de ingeniería
- James McMillan – trompeta
- Leroy Osbourne – voz
- Levon Parian – fotografía, portada
- Mike Pela – productor, ingeniero
- Herb Powers – masterización
- Ben Rogan – productor, ingeniero
- Frank Segarra – asistente de ingeniería
- Graham Smith – obra de arte, diseño
- Jean-Christophe Vareille – asistente de ingeniería
- Melanie West – asistente de ingeniería
- Gavyn Wright – violín, soloista
- Toshi Yajima – fotografía

## Posicionamiento

### Listas
| Conteo (1988)                     | Posición |
| --------------------------------- | -------- |
| Australian Albums Chart           | 18       |
| Austrian Albums Chart             | 6        |
| German Albums Chart               | 4        |
| Norwegian Albums Chart            | 7        |
| Swedish Albums Chart              | 2        |
| Swiss Albums Chart                | 2        |
| UK Albums Chart                   | 3        |
| U.S. Billboard 200                | 7        |
| U.S. Top R&B/Hip-Hop Albums       | 3        |
| U.S. Top Contemporary Jazz Albums | 21       |

### Certificaciones
| País          | Certificación |
| ------------- | ------------- |
| Canadá        | Platino       |
| Francia       | 2× platino    |
| Alemania      | Oro           |
| Holanda       | Platino       |
| Suiza         | Platinum      |
| Reino Unido   | Platinum      |
| United States | 3× platinum   |